# Протока Головніна
48°12′00″ пн. ш. 153°13′46″ сх. д. / 48.2° пн. ш. 153.22944° сх. д.
Протока Головніна (рос. Пролив Головнина) — протока Курильських островів, що розділяє острів Райкоке від острова Матуа Великої Курильської гряди. Знаходиться в акваторії Сєверо-Курильського міського округу Сахалінської області Російської Федерації. Глибини у середній частині перевищують 1500 м. Обстежена у 1812 році Петром Рікордом на шлюпі «Діана». Тоді ж і названа на честь російського мореплавця віцеадмірала Василя Головніна.